# Fagraea longipetiolata
Fagraea longipetiolata är en gentianaväxtart som beskrevs av Khoon Meng Wong och J.B. Sugau. Fagraea longipetiolata ingår i släktet Fagraea och familjen gentianaväxter. Inga underarter finns listade i Catalogue of Life.